# Aerospike

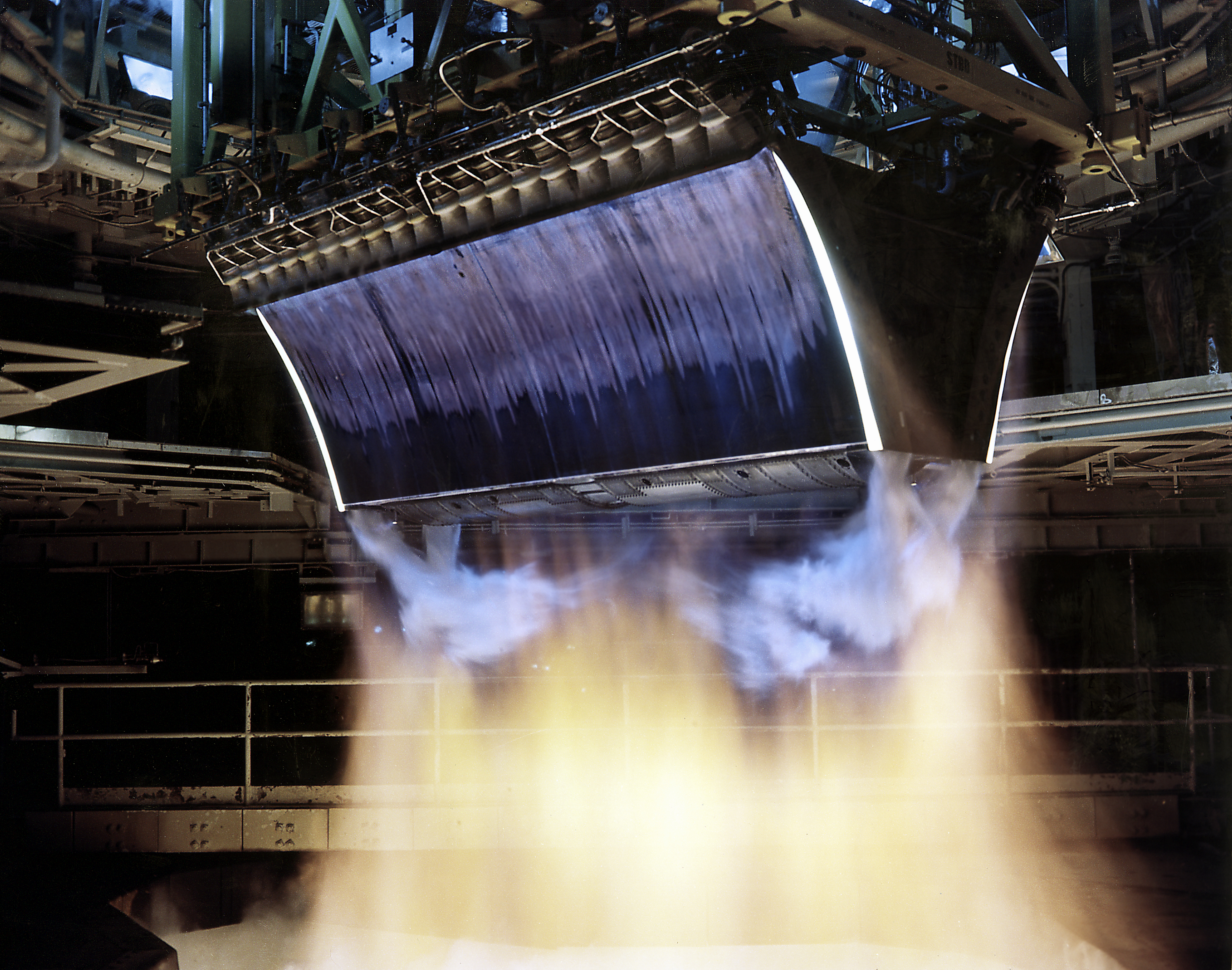
test del motore aerospike lineare XRS-2200 per il programma X-33

Il motore aerospike è un tipo di motore a razzo che mantiene la sua efficienza aerodinamica entro un'ampia gamma di altitudine grazie all'uso di un ugello aerospike, che è in grado di compensare gli effetti della quota. Un velivolo equipaggiato con questo motore usa il 25%-30% di carburante in meno a bassa quota, dove la maggior parte delle missioni hanno bisogno della massima spinta. I motori aerospike sono stati studiati per molti anni e sono la scelta principale per molti progetti di velivoli SSTO (single-stage-to-orbit); sono stati la principale alternativa per il motore principale dello Space Shuttle. Attualmente però nessun motore aerospike è in uso o viene prodotto commercialmente. I migliori motori aerospike sono ancora soltanto in fase di test.
La terminologia tecnica in questo campo è ancora confusa: il termine aerospike venne usato originariamente per designare un ugello a tronco di cono in cui veniva iniettata una "spina di aria" per supplire alla mancanza della sommità del cono.

## Progetti convenzionali
Il concetto base di ogni tradizionale ugello di razzo a campana è di espandere con efficacia i gas combusti accelerandoli in un'unica direzione. La massa dei gas combusti dopo la combustione ha una quantità di moto sostanzialmente casuale: se si espandesse senza guida, solo una piccola parte contribuirebbe alla spinta del razzo. L'ugello a campana confina lateralmente i gas, permettendone l'espansione fino ad una pressione pari a quella esterna (condizioni di progetto).
Il problema di questo approccio è che funziona bene soltanto per una determinata pressione atmosferica esterna: se la pressione dell'aria all'uscita dell'ugello è minore di quella di progetto, l'efficienza diminuisce a causa delle componenti radiali del getto all'uscita, se la pressione esterna è maggiore si sviluppano turbolenze nel flusso dei gas esausti e vibrazioni meccaniche dell'ugello stesso. Un veicolo a razzo che parte da terra vede diminuire l'efficienza dei propri razzi del 30% man mano che sale in quota.

## Principi

Differenza fra un ugello a campana e un ugello Aerospike.

Un normale motore a razzo usa un ugello a campana per guidare l'espansione dei gas combusti, aumentando la spinta utile e quindi l'accelerazione che può imprimere al veicolo. Il progetto ideale dell'ugello è diverso a seconda della pressione esterna in cui deve operare: a basse pressioni (in alta atmosfera) è necessaria una campana piuttosto grande, mentre a pressioni più alte, come al suolo, basta una campana molto più piccola. La perdita di efficienza derivante da un ugello errato può essere significativa: per esempio, il motore principale dello Space Shuttle ha una velocità dei gas allo scarico di 4.400 metri al secondo nello spazio, ma solo di 3.500 al livello del mare. L'ugello a campana di un motore a razzo viene progettato in funzione della pressione atmosferica media in cui il motore opererà, ed è una scelta molto importante nel progetto di ogni motore.
L'aerospike tenta di eliminare questo problema alla radice. Invece di far uscire i gas combusti da un piccolo foro in cima a una campana, questi vengono fatti scivolare lungo la superficie esterna di un cuneo rastremato, lo "spike", che ha la stessa curvatura della superficie interna di un ugello a campana tradizionale: i gas vengono compressi fra la superficie dello spike e la stessa pressione atmosferica esterna, da cui il nome di aero-spike.
La parte finale tronca dello spike viene riempita a bassa quota dalla turbolenza di scarico dei gas (e in alcuni modelli dallo scarico delle turbopompe dei motori) che portano la pressione in quella zona quasi al livello di quella esterna; quindi non agisce da freno aerodinamico, come sarebbe se vi si formasse un vuoto parziale, mentre alle altitudini maggiori il problema diventa rilevante.
Man mano che il veicolo sale di quota la pressione dell'aria diminuisce, permettendo ai gas combusti di espandersi maggiormente, ma diminuisce anche la pressione in cima al motore, per cui l'effetto complessivo è di lieve diminuzione. Invece la zona di ricircolo sotto la parte tronca dello spike mantiene una pressione di una consistente frazione di 1 bar, che non è contrastata dal quasi-vuoto in cui si muove il veicolo e aumenta così la spinta complessiva del motore alle alte quote. In teoria l'aerospike è leggermente meno efficiente di un ugello a campana progettato per una data quota, ma si dimostra più efficiente ad ogni altra altitudine. I progetti tipici di aerospike vantano una efficienza costantemente superiore al 90% a tutte le quote.
Gli svantaggi degli aerospike sono l'aumento di peso del motore, sia per lo spike che per il sistema di raffreddamento che impedisce alla superficie a contatto con il flusso gassoso di fondere. Inoltre il raffreddamento della superficie sottrae calore (e quindi velocità) ai gas, diminuendo la spinta. Inoltre i motori ad aerospike si comportano meno bene nell'intervallo di velocità da Mach 1 a Mach 3, in cui il flusso aerodinamico tende a staccarsi dal veicolo, riducendo l'efficienza.

### Varianti
Esistono molte varianti del progetto originale, che perlopiù consistono in spike di forma diversa. Nell'aerospike toroidale lo spike ha una forma a scodella, mentre i gas di scarico escono da un anello intorno al bordo esterno. In teoria questo progetto richiederebbe uno spike infinitamente lungo, ma si può ottenere una efficienza accettabile pompando gas dal centro di uno spike più corto, troncato.
Il normale aerospike lineare, in cui lo spike è un cuneo rastremato in cui i gas escono dalla sua parte spessa e fluiscono lungo le superfici curve laterali, ha il vantaggio di poter essere impiegato in batteria: è possibile creare un grosso motore aerospike montando in fila molti piccoli aerospike lineari. In questo modo si può controllare l'imbardata del velivolo variando individualmente la potenza dei singoli motori componenti.

## Prestazioni
La Rocketdyne negli anni sessanta condusse una lunga serie di test su vari modelli. I successivi progetti vennero basati sull'affidabile e collaudata meccanica del loro motore J-2 e produssero la stessa spinta del motore convenzionale su cui erano basati: 890 kN per il J-2T-200K e 1,1 MN per il j-2T-250K (la T fa riferimento alla camera di combustione, che era toroidale). Trent'anni dopo, il lavoro della Rocketdyne venne rispolverato dalla NASA per usarlo nel programma X-33. In questa versione venne usata la meccanica del J-2S, leggermente migliorata, dando vita al prototipo XRS-2200. Dopo molti test e ulteriori sviluppi, il programma X-33 venne cancellato a causa dei continui guasti del serbatoio in composito.
Furono costruiti tre motori XRS-2200 durante il programma X-33, tutti testati nello Stennis Space Center della NASA. I test sui singoli motori furono dei successi, ma il programma venne abortito prima che fosse pronto il prototipo a due motori. L'XRS-2200 produce 910 kN di spinta con un Isp di 339 secondi al livello del mare, e 1,184 MN con un Isp di 436,5 secondi nel vuoto.
Il motore RS-2200, più grande, deriva sempre dal XRS-2200 e avrebbe dovuto equipaggiare il veicolo SSTO VentureStar. Nell'ultimo progetto, sette motori RS-2200 avrebbero dovuto sviluppare 2,4 MN ciascuno e permettere alla VentureStar di entrare in orbita terrestre bassa. Lo sviluppo del RS-2200 fu ufficialmente fermato all'inizio del 2001, quando il programma X-33 non ricevette i fondi Space Launch Initiative: la Lockheed Martin decise di non continuare lo sviluppo del VentureStar senza il supporto finanziario della NASA.
Sebbene la cancellazione dell'X-33 sia stato un colpo per la tecnologia degli aerospike, non ne ha fermato lo sviluppo. Una pietra miliare è stata raggiunta nel 2003, quando una squadra di ricerca congiunta accademica e industriale della California State University, Long Beach (CSULB) e la Garvey Spacecraft Corporation ha completato con successo il volo di collaudo di un motore aerospike a propellente liquido, il 20 settembre nel deserto del Mojave. Gli studenti della CSULB avevano costruito il loro razzo P-2 (Prospector 2) con un motore aerospike LOX/etanolo da 4,4 kN. Il lavoro su questo motore continua tuttora: Prospector 10, una versione a 10 camere di combustione, è stata testata con successo il 25 giugno 2008.

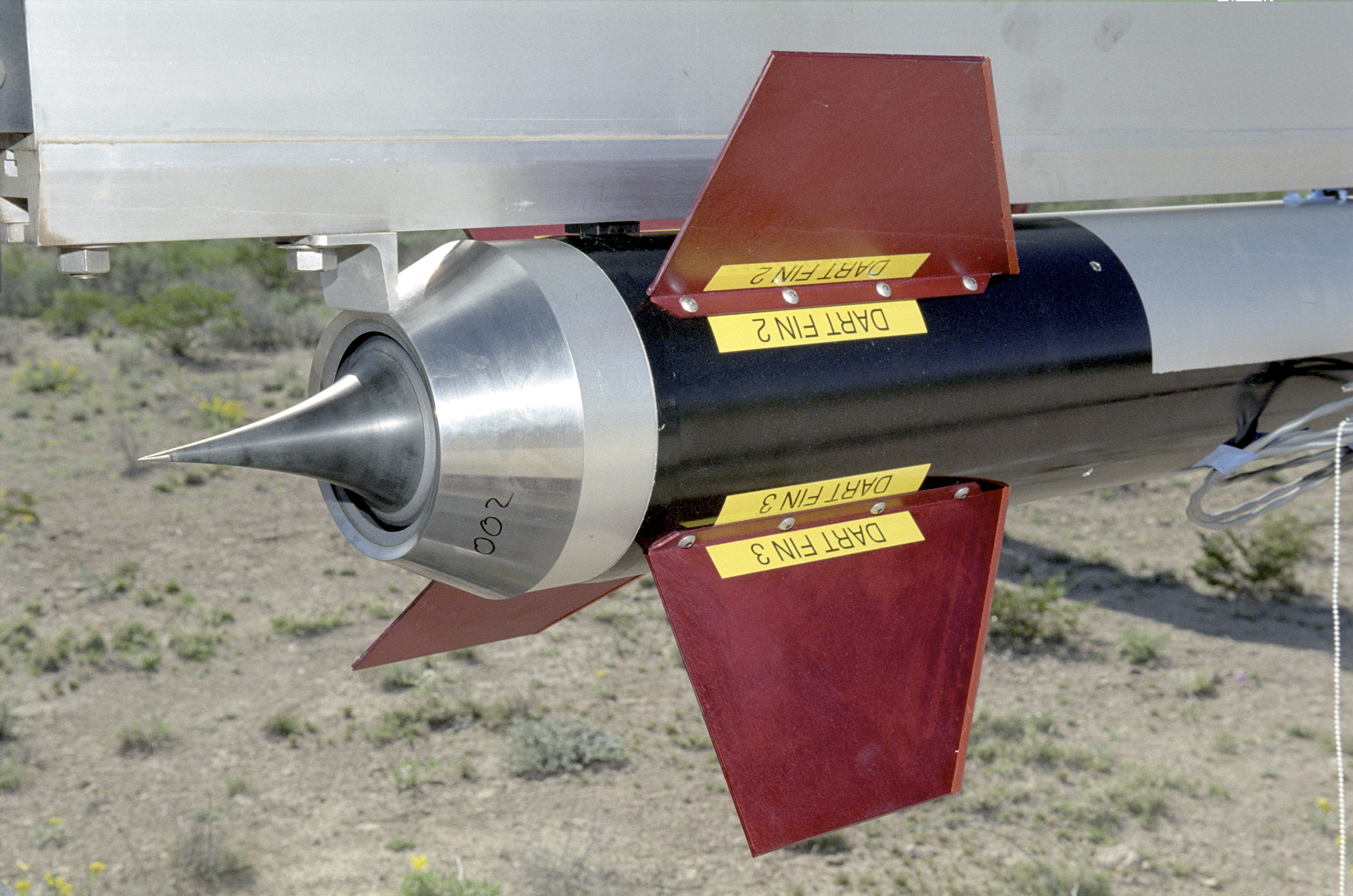
Ugello aerospike toroidale della NASA

Ulteriori progressi furono conseguiti nel marzo 2004 quando due test furono completati con successo al centro ricerche NASA Dryden Flight utilizzando razzi di scala ridotta prodotti dalla Blacksky Corporation, con sede a Carlsbad. I due razzi erano alimentati con combustibile solido e dotati di ugelli aerospike toroidali non tronchi al termine. I razzi hanno raggiunto una quota pari a 26000 piedi e velocità di circa Mach 1.5.
Lo sviluppo di motori aerospike di piccola scala utilizzando un razzo ibrido è stato portato avanti dai membri della Reaction Research Society. Un nuovo gruppo di ricerca e sviluppo chiamato StoffelCorp Aerospace(Sasquatch Aerospace Research & development) ha recentemente sviluppato e condotto test statici con successo di un razzo ibrido dotato di ugello aerospike nel luglio 2006. Ulteriori test statici e di volo di motori a razzo ibrido con aerospike sono in corso dal 2008.

## Ulteriori immagini

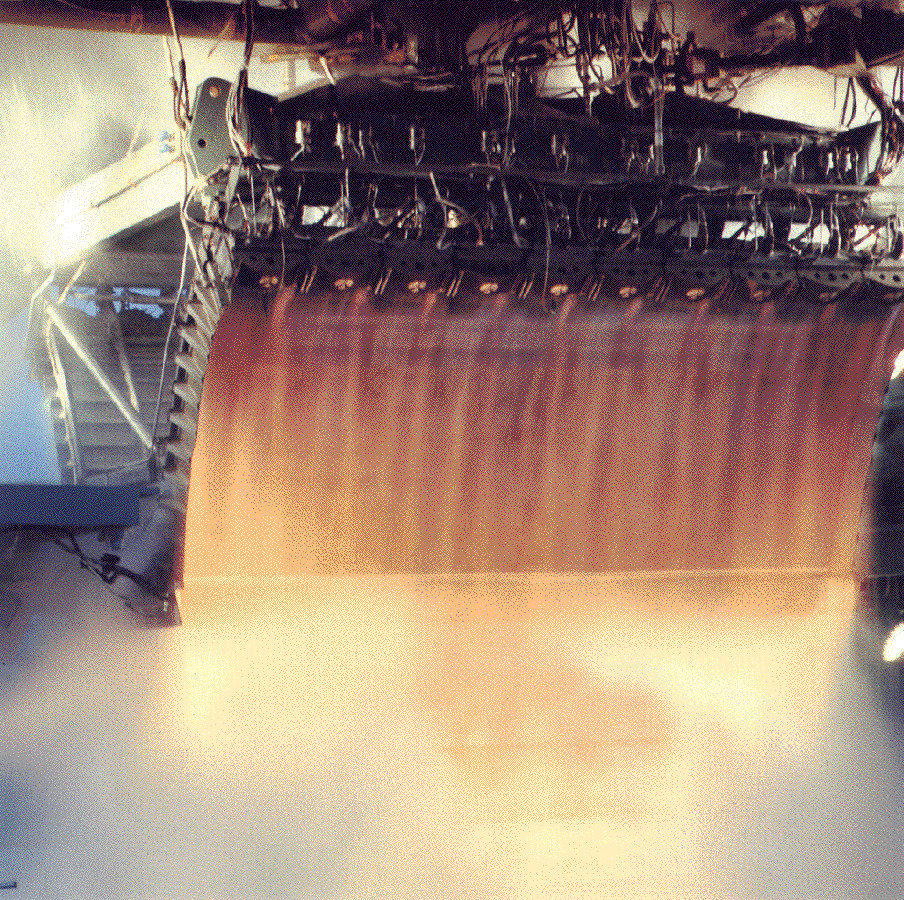
Motore aerospike lineare RS-2200
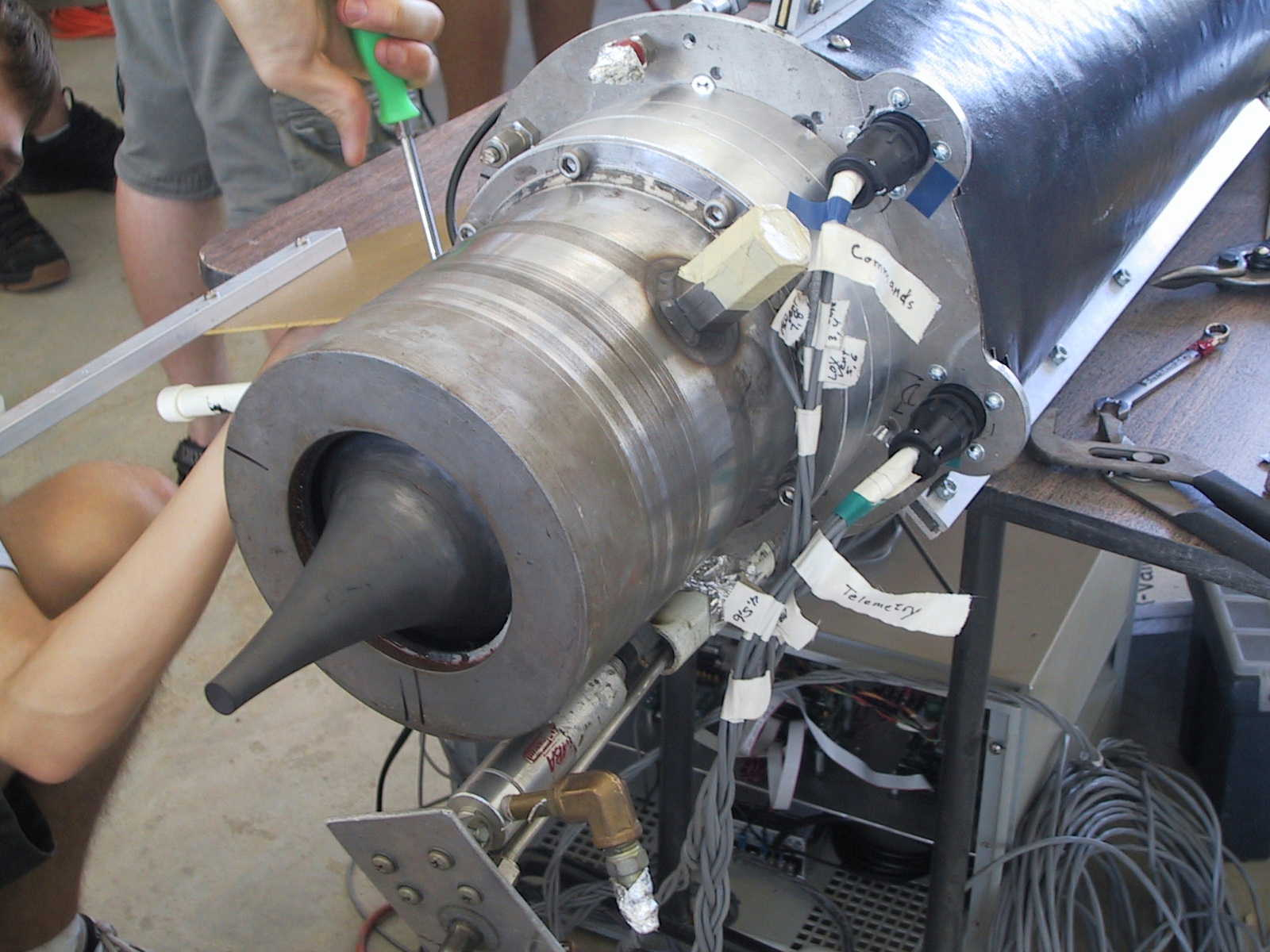
Motore aerospike, CSULB